# Slaget ved Bråvalla
Slaget ved Bråvalla, Bråvallaslaget eller slaget ved Brávellir er det største af alle slag i nordisk heltedigtning. Fortællingen findes i de islandske sagaer Hervors saga og Sögubrot (Sǫgubrot af nokkrum fornkonungum í dana ok svíaveldi/Sagabrudstykke om nogle fortidskonger i Dane- og Sveavældet), samt i Saxos danske historie Gesta Danorum.

## Sagnet
Den gamle kong Harald Hildetand i Danmark var blind, men ville helst dø i kamp, og udfordrede sin brorsøn kong Sigurd Ring - angiveligt far til sagnkongen Ragnar Lodbrog - i Östergötland til kamp. De to frænder rustede sig så i 7 år, og kæmper fra hele Norden, også Rusland, deltog. Harald Hildetand faldt, og Sigurd Ring erobrede Danmark.
Det er uklart, hvilken historisk begivenhed, slaget eventuelt afspejler, og deltagernes historiske identitet - om nogen. Ifølge senere tiders tolkninger skulle slaget have fundet sted i 700-tallet ved Bråviken i Östergötland, men der er ikke gjort arkæologiske fund efter noget slag i området. Til grund for sagnet kan ligge erindringen om et nederlag, danerne kan have lidt ved et angreb på gøterne i folkevandringstiden, da alle de østgøtske kystborge voksede frem.
Traditionen meddeler også at vældige sagnkæmper skal have deltaget i kampene, deriblandt Ubbe fra Frisland, Stærkodder, kong Åle af Skåne, ridende valkyrier og et antal bersærkere, kampbjørne og andre vilde dyr.

## Lokalisering
De islandske sagaer lagde Bråvallaslaget til Östergötland, mens Erik Dahlberghs 1600-talsværk Suecia antiqua et hodierna lagde det til Småland. Det sagde Petter Rudebeck (1660–1710) på Huseby sig enig i; han mente i øvrigt, at mange verdenshistoriske begivenheder fandt sted på egnen, deriblandt den trojanske krig.
Dermed er slaget blevet placeret i Skatelövs socken i Småland, men i Hervors saga omtales stedet som "Brávelli í eystra Gautlandi". Ifølge Sögubrot skal slaget have stået "lige syd for Kolmården, der hvor det hedder Bråvik". Saxo slutter sin beskrivelse af slaget med ordene "og således slutter Bråvikens krig" (Et hic quidem belli Brawici finis).
Nordén (1918) mente, at gården Ringstad nordøst for Norrköping har været et betydningsfuldt sted i hvert fald siden jernalderen, hvilket afspejles i det store antal grave, som er fundet her. Ringstad og den omgivende bygd lå strategisk længst inde i Bråviken nær Motala ström og med kontrol over landevejen mod Östergötlands nordlige dele. For den, som ville angribe dette område fra havet, fandtes der kun et alternativ: at gå i land på halvøen Malmölandet mellem Norrviken og Björnviken. For en forsvarer bliver det da naturligt at placere sig mellem de to vige for at afvente angriberen, som måske var gået i land på Stridsudden. Under hensyn til, at Bråvikens vandstand var 3-4 meter højere end i moderne tid, er det fuldt rimeligt at forestille sig en sammenhængende kamplinje af forsvarere mellem Norrviken og Björnviken, mener Nordén.

## Kvadet
Sin digteriske fuldendelse fandt sagnet i Bråvallakvadet, digtet i Telemarken i 1000-tallet. Kvadet lægges i munden på kæmpen Starkad, der fremstiller baggrunden for slaget som Odins ønske om at hente sin yndling, den gamle Harald Hildetand, op til Valhal. Odin, forklædt som kæmpen Brune, sætter splid mellem Harald og hans brorsøn, Sigurd Ring. Med en uhyre hær sejler Harald over Øresund og frem til Bråvellir, hvor Brune styrer den blinde konges stridsvogn frem med fjenden, mens kong Harald med et sværd i hver hånd hugger modstanderne ned til begge sider. Skjoldmøen, der holder Harald Hildetands mærke, råber til Starkad: "Nu skal du dø, dit skræmsel!", men han svarer med at hugge hendes arm af, så mærket synker, for Starkad har endnu ikke levet sine tre menneskealdre til ende. "Det er underligt," siger Brune til kong Harald i stridsvognen, "men Ring har stillet sin hær i svinefylking (dvs. i kileform). Nu bliver det ikke godt at slås med ham." Harald Hildetand undrer sig: "Hvem kan ha' lært ham det? Det troede jeg ikke, nogen kunne, andre end Odin og jeg."
Angiveligt falder 30.000 af Haralds og 12.000 af Sigurd Rings mænd, og de berømteste sagnkæmper er mødt frem til dyst. Imidlertid har Odin tidligere skænket Hildetand usårlighed mod våben af jern, så det er Brune selv, der styrter den gamle ned fra vognen og knuser hans hoved med køllehug. Kvadet afsluttes med Harald Hildetand storslåede bålfærd.